# Lijst van afleveringen van DCI Banks
Wat volgt is een lijst van afleveringen van de televisieserie DCI Banks, die sedert 2010 uitgezonden wordt. Alle afleveringen zijn tweedelig. De pilotaflevering en de afleveringen in seizoen 1 t/m 3 zijn gebaseerd op de titels van Peter Robinson.

## Hoofdrolspelers
| Naam            | Acteur             | Functie                   | Seizoenen      |
| --------------- | ------------------ | ------------------------- | -------------- |
| Alan Banks      | Stephen Tompkinson | Detective Chief Inspector | 1- heden       |
| Helen Morton    | Caroline Catz      | Detective Inspector       | 3-heden        |
| Annie Cabott    | Andrea Lowe        | Detective Sergeant        | 1, 2, 4- heden |
| Ken Blackstone  | Jack Deam          | Detective Sergeant        | 1-heden        |
| Tariq Lang      | Danny Rahim        | Detective Constable       | 4-heden        |
| Ron Mauglaghlin | Nick Sidi          | Ch. Superint.             | 1-2, 4-heden   |
| Winsome Jackman | Lorraine Burroughs | Detective Sergeant        | 1-3            |
| Kevin Templeton | Tom Shaw           | Detective Constable       | 2              |
| Gerry Rydell    | Colin Tierney      | Ch. Superint.             | 1-2            |

## Pilot
| # | Titel         | Titel aflevering | Uitzenddatum Origineel | Samenvatting |
| - | ------------- | ---------------- | ---------------------- | --- |
| 1 | Aftermath (1) | Aftermath        | 27 september 2010      | In Yorkshire wordt een politieagent, tijdens het bezoek aan een huis, bruut vermoord. De hoofdcommissaris legt de zaak voor aan Interne Zaken. Annie Cabbot, de teamleider, merkt al gauw dat er tussen de agenten meer speelt. Hoofdinspecteur Banks probeert ondertussen uit te zoeken hoe het kwam dat een seriemoordenaar, onder de neus van omwoners, ongemerkt zijn gang kon gaan. |
| 2 | Aftermath (2) | Aftermath        | 4 oktober 2010         | In Yorkshire wordt een politieagent, tijdens het bezoek aan een huis, bruut vermoord. De hoofdcommissaris legt de zaak voor aan Interne Zaken. Annie Cabbot, de teamleider, merkt al gauw dat er tussen de agenten meer speelt. Hoofdinspecteur Banks probeert ondertussen uit te zoeken hoe het kwam dat een seriemoordenaar, onder de neus van omwoners, ongemerkt zijn gang kon gaan. |

## Seizoen 1
| # | Titel                   | Titel aflevering    | Uitzenddatum Origineel | Korte samenvatting |
| - | ----------------------- | ------------------- | ---------------------- | --- |
| 3 | Playing with fire (1)   | Playing with fire   | 16 september 2011      | DCI Banks en de nieuwe rechercheur Annie Cabbott moeten een brand op een woonboot onderzoeken. Op de woonboot is namelijk een lijk gevonden. De forensische dienst vindt op de boot ook een vervalst schilderij. Banks en zijn team ontdekken dat er kunstzwendel op grote schaal gaande is. |
| 4 | Playing with fire (2)   | Playing with fire   | 23 september 2011      | DCI Banks en de nieuwe rechercheur Annie Cabbott moeten een brand op een woonboot onderzoeken. Op de woonboot is namelijk een lijk gevonden. De forensische dienst vindt op de boot ook een vervalst schilderij. Banks en zijn team ontdekken dat er kunstzwendel op grote schaal gaande is. |
| 5 | Friend of the Devil (1) | Friend of the Devil | 30 september 2011      | DCI Banks en zijn team starten een grootschalig onderzoek als er in Eastvale een vermoorde studente gevonden wordt die voor haar dood misbruikt is. Annie neemt ondertussen haar eerste grote zaak aan: De moord op de verlamde Karen Drew. Als brigadier Templeton vermoord wordt, een brigadier die actief meedeed aan Banks' onderzoek, vraagt Annie zich af of er een mogelijk verband is tussen de zaken. |
| 6 | Friend of the Devil (2) | Friend of the Devil | 7 oktober 2011         | DCI Banks en zijn team starten een grootschalig onderzoek als er in Eastvale een vermoorde studente gevonden wordt die voor haar dood misbruikt is. Annie neemt ondertussen haar eerste grote zaak aan: De moord op de verlamde Karen Drew. Als brigadier Templeton vermoord wordt, een brigadier die actief meedeed aan Banks' onderzoek, vraagt Annie zich af of er een mogelijk verband is tussen de zaken. |
| 7 | Cold is the grave (1)   | Cold is the grave   | 14 oktober 2011        | Commissaris Rydell vraagt Banks om zijn vermiste dochter op te sporen. Banks reist met de trein af naar de stad en ontdekt dat Rydells dochter inmiddels een relatie heeft met een gevaarlijke drugsdealer. Brigadier Cabbott onderzoekt intussen een andere grote moordzaak. Bij de verdachten stuit ze op een muur van stilzwijgen en de zaak dreigt in de la te verdwijnen...                               |
| 8 | Cold is the grave (2)   | Cold is the grave   | 21 oktober 2011        | Commissaris Rydell vraagt Banks om zijn vermiste dochter op te sporen. Banks reist met de trein af naar de stad en ontdekt dat Rydells dochter inmiddels een relatie heeft met een gevaarlijke drugsdealer. Brigadier Cabbott onderzoekt intussen een andere grote moordzaak. Bij de verdachten stuit ze op een muur van stilzwijgen en de zaak dreigt in de la te verdwijnen...                               |

## Seizoen 2
| #  | Titel                    | Titel aflevering     | Uitzenddatum Origineel | Samenvatting |
| -- | ------------------------ | -------------------- | ---------------------- | --- |
| 9  | Strange affair (1)       | Strange affair       | 10 oktober 2012        | De gedreven onderzoekster Annie Cabbot gaat op zwangerschapsverlof en Banks krijgt de koele inspecteur Helen Morton als assistente toegewezen. Banks en Morton onderzoeken de moord op een jonge vrouw die in haar auto is doodgeschoten. Een merkwaardig briefje waarop Banks adres staat vermeld brengt Banks op het spoor van zijn verdwenen broer. |
| 10 | Strange affair (2)       | Strange affair       | 17 oktober 2012        | De gedreven onderzoekster Annie Cabbot gaat op zwangerschapsverlof en Banks krijgt de koele inspecteur Helen Morton als assistente toegewezen. Banks en Morton onderzoeken de moord op een jonge vrouw die in haar auto is doodgeschoten. Een merkwaardig briefje waarop Banks adres staat vermeld brengt Banks op het spoor van zijn verdwenen broer. |
| 11 | Dry Bones That Dream (1) | Dry Bones That Dream | 24 oktober 2012        | Op een avond wordt een gezin overvallen en wordt een van de familieleden in de garage doodgeschoten. In eerste instantie lijkt dit een normaal onderzoek, maar als Banks' oude collega met nieuwe aanwijzingen komt is het dat niet meer. De zaak komt helemaal op losse schroeven te staan, als de criminelen het ook op Banks hebben voorzien.       |
| 12 | Dry Bones That Dream (2) | Dry Bones That Dream | 30 oktober 2012        | Op een avond wordt een gezin overvallen en wordt een van de familieleden in de garage doodgeschoten. In eerste instantie lijkt dit een normaal onderzoek, maar als Banks' oude collega met nieuwe aanwijzingen komt is het dat niet meer. De zaak komt helemaal op losse schroeven te staan, als de criminelen het ook op Banks hebben voorzien.       |
| 13 | Innocent Graves (1)      | Innocent Graves      | 7 november 2012        | Na een toneelrepetitie wordt Elly Clayton onderweg naar huis gewurgd. Een getuige verklaard ten tijde van de moord een blauwe auto te hebben gezien. De dag erna steekt een onbekende man een blauwe auto in brand. Banks krijgt aanwijzingen dat het vriendje achter de moord kan zitten, omdat hij bezitterig en gewelddadig is.                     |
| 14 | Innocent Graves (2)      | Innocent Graves      | 8 november 2012        | Na een toneelrepetitie wordt Elly Clayton onderweg naar huis gewurgd. Een getuige verklaard ten tijde van de moord een blauwe auto te hebben gezien. De dag erna steekt een onbekende man een blauwe auto in brand. Banks krijgt aanwijzingen dat het vriendje achter de moord kan zitten, omdat hij bezitterig en gewelddadig is.                     |

## Seizoen 3
| #  | Titel                 | Titel aflevering  | Uitzenddatum Origineel | Korte samenvatting |
| -- | --------------------- | ----------------- | ---------------------- | --- |
| 15 | Wednesday Child (1)   | Wednesday Child   | 3 februari 2014        | Het team is weer compleet als rechercheur Cabbot terugkeert van zwangerschapsverlof. Hoofdinspecteur Banks en zijn team gaan direct aan het werk als er een kind vermist raakt. De moeder had zoonlief meegegeven aan een man die zich voordeed als een maatschappelijk werker. De vermissing brengt Banks op het spoor van een kidnapping en verraad.                    |
| 16 | Wednesday Child (2)   | Wednesday Child   | 10 februari 2014       | Het team is weer compleet als rechercheur Cabbot terugkeert van zwangerschapsverlof. Hoofdinspecteur Banks en zijn team gaan direct aan het werk als er een kind vermist raakt. De moeder had zoonlief meegegeven aan een man die zich voordeed als een maatschappelijk werker. De vermissing brengt Banks op het spoor van een kidnapping en verraad.                    |
| 17 | Piece of my Heart (1) | Piece of my Heart | 17 februari 2014       | Een jonge popartiest wordt dood aangetroffen in zijn eigen gehuurde huisje. Banks komt er in zijn onderzoek achter dat de moord in verband staat met een aantal mysterieuze gebeurtenissen in 1969. Een bandlid verdronk destijds en een ander draaide door. Banks moet in het verleden graven om het motief voor moord te vinden. Banks en Annie krijgen een verhouding. |
| 18 | Piece of my Heart (2) | Piece of my Heart | 24 februari 2014       | Een jonge popartiest wordt dood aangetroffen in zijn eigen gehuurde huisje. Banks komt er in zijn onderzoek achter dat de moord in verband staat met een aantal mysterieuze gebeurtenissen in 1969. Een bandlid verdronk destijds en een ander draaide door. Banks moet in het verleden graven om het motief voor moord te vinden. Banks en Annie krijgen een verhouding. |
| 19 | Bad Boy (1)           | Bad Boy           | 3 maart 2014           | DI Helen Morton gaat met een arrestatieteam naar een huis om een pistool in beslag te nemen. Binnen gaat het helemaal fout. Een van de teamleden schiet per ongeluk een ongewapende oude man neer en de commissaris roept IZ te hulp. Annie, de naaste collega van Helen, wordt gevraagd de zaak te leiden. Ondertussen onderzoekt Banks de moord op een jongeman.        |
| 20 | Bad Boy (2)           | Bad Boy           | 10 maart 2014          | DI Helen Morton gaat met een arrestatieteam naar een huis om een pistool in beslag te nemen. Binnen gaat het helemaal fout. Een van de teamleden schiet per ongeluk een ongewapende oude man neer en de commissaris roept IZ te hulp. Annie, de naaste collega van Helen, wordt gevraagd de zaak te leiden. Ondertussen onderzoekt Banks de moord op een jongeman.        |

## Seizoen 4
| #  | Titel                 | Titel aflevering  | Uitzenddatum Origineel | Korte samenvatting |
| -- | --------------------- | ----------------- | ---------------------- | --- |
| 21 | What will Survive (1) | What will Survive | 4 maart 2015           | Een buitenlandse vrouw, die illegaal verbleef in Groot-Brittannië, wordt dood aangetroffen. Banks en zijn team komen al snel in een wereld terecht van dwangarbeid, prostitutie en drugs. Voorts onderzoekt het team wat de aard van haar relatie was met een autistische jongen, die door buurtjongens getreiterd werd. De auto van zijn vader wordt in brand gestoken, evenals zijn huis. |
| 22 | What will Survive (2) | What will Survive | 11 maart 2015          | Een buitenlandse vrouw, die illegaal verbleef in Groot-Brittannië, wordt dood aangetroffen. Banks en zijn team komen al snel in een wereld terecht van dwangarbeid, prostitutie en drugs. Voorts onderzoekt het team wat de aard van haar relatie was met een autistische jongen, die door buurtjongens getreiterd werd. De auto van zijn vader wordt in brand gestoken, evenals zijn huis. |
| 23 | Buried (1)            | Buried            | 18 maart 2015          | Het lichaam van Anaan Kamel, een vooraanstaande advocate, wordt aangetroffen. Banks onderzoekt de mogelijkheid dat een familielid de dader is, omdat die opvliegend was en woest dat Kamel zich niet wilde houden aan de wetten van de Islam. Maar ook klopt het team aan bij de bekende crimineel Marcus Layton, met wie Kamel contact onderhield.                                         |
| 24 | Buried (2)            | Buried            | 25 maart 2015          | Het lichaam van Anaan Kamel, een vooraanstaande advocate, wordt aangetroffen. Banks onderzoekt de mogelijkheid dat een familielid de dader is, omdat die opvliegend was en woest dat Kamel zich niet wilde houden aan de wetten van de Islam. Maar ook klopt het team aan bij de bekende crimineel Marcus Layton, met wie Kamel contact onderhield.                                         |
| 25 | Ghosts (1)            | Ghosts            | 1 april 2015           | Josh Tate, een student uit Eastvale, wordt dood aangetroffen in een ravijn. Banks en zijn team verhoren zijn kamergenoot, die zegt dat Josh een rustige en teruggetrokken jongen was. Na onderzoek ontdekt het team echter dat Josh Tate een dubbelleven leidde. |
| 26 | Ghosts (2)            | Ghosts            | 8 april 2015           | Josh Tate, een student uit Eastvale, wordt dood aangetroffen in een ravijn. Banks en zijn team verhoren zijn kamergenoot, die zegt dat Josh een rustige en teruggetrokken jongen was. Na onderzoek ontdekt het team echter dat Josh Tate een dubbelleven leidde. |

## Seizoen 5
| #  | Titel                              | Titel aflevering               | Uitzenddatum Origineel | Korte samenvatting |
| -- | ---------------------------------- | ------------------------------ | ---------------------- | --- |
| 27 | To Burn in Every Drop of Blood (1) | To Burn in Every Drop of Blood | 31 augustus 2016       | Drugsdealer Damon Horsley wordt dood aangetroffen in een bos in Eastvale. Banks ontdekt dat Horsley nog geld schuldig was aan Charlie Franklin. Charlie Franklin werkt voor de respectabele projectontwikkelaar Steve Richards. Franklin en Richards ontkennen de moord te hebben gepleegd. Banks weet echter het alibi van Richards onderuit te halen en neemt hem gevangen. Maar dan valt er nog een slachtoffer. |
| 28 | To Burn in Every Drop of Blood (2) | To Burn in Every Drop of Blood | 7 september 2016       | Drugsdealer Damon Horsley wordt dood aangetroffen in een bos in Eastvale. Banks ontdekt dat Horsley nog geld schuldig was aan Charlie Franklin. Charlie Franklin werkt voor de respectabele projectontwikkelaar Steve Richards. Franklin en Richards ontkennen de moord te hebben gepleegd. Banks weet echter het alibi van Richards onderuit te halen en neemt hem gevangen. Maar dan valt er nog een slachtoffer. |
| 29 | A Little Bit of Heart (1)          | A Little Bit of Heart          | 14 september 2016      | Een vrouw wordt dood aangetroffen. Er is bewijs dat een lokale criminele bende verantwoordelijk zou zijn voor de moord, maar uit angst voor wraakacties durven getuigen niet hun verhaal te doen. Intussen gaat het slecht met een huwelijk van brigadier Cabbott. |
| 30 | A Little Bit of Heart (2)          | A Little Bit of Heart          | 21 september 2016      | Een vrouw wordt dood aangetroffen. Er is bewijs dat een lokale criminele bende verantwoordelijk zou zijn voor de moord, maar uit angst voor wraakacties durven getuigen niet hun verhaal te doen. Intussen gaat het slecht met een huwelijk van brigadier Cabbott. |
| 31 | Undertow (1)                       | Undertow                       | 28 september 2016      | Banks en zijn team proberen uit te vinden wie verantwoordelijk is voor de gebeurtenis die hen allen trof. Ondertussen moet Helen een keuze maken tussen het team en haar ambities. |
| 32 | Undertow (2)                       | Undertow                       | 5 oktober 2016         | Banks en zijn team proberen uit te vinden wie verantwoordelijk is voor de gebeurtenis die hen allen trof. Ondertussen moet Helen een keuze maken tussen het team en haar ambities. |